# Huautla (kommun)
Huautla är en kommun i Mexiko.   Den ligger i delstaten Hidalgo, i den sydöstra delen av landet, 200 km nordost om huvudstaden Mexico City. Antalet invånare är 22 521. Arean är 288 kvadratkilometer.
Terrängen i Huautla är kuperad.
Följande samhällen finns i Huautla:
- Huautla
- Tlacuapan
- Ahuehuetl
- Ahuatitla
- Zacatipa
- El Barbecho
- Metlatepec
- El Aguacate
- Aquetzpalco
- Tepeco
- Coatzacoatl
- Pahuatitla
- Chipila
- La Mesa
- Santo Domingo
- Huemaco
- Vicente Guerrero
- La Puerta
- El Lindero
- Ixtlahuac
- Banderas
- Terrero
- Milkaual
- Tohuaco I
- Tohuaco Amatzintla
- Tohuaco II
- Tamoyón II
- Coamitla
- Tepetzintla
- Vinasco
- Tepexquimitl
- Tlalpane
- Fraccionamiento Núñez Soto
- Chiatitla
- La Loma